# Adrienne Pauly
Adrienne Pauly est une actrice, auteure, et chanteuse française née le 30 mai 1977 à Clamart (Hauts-de-Seine).

## Biographie
Fille du réalisateur Marco Pauly et de la scénariste Odile Barski, Adrienne Pauly est la sœur de l'acteur et metteur en scène Rodolphe Pauly.
En 2004 elle monte un groupe et accompagnée de Yarol Poupaud, Adan Jodorowsky, Michaël Garçon et Nicolas Ullmann, chante au House of Live. Ce concert en entrainant d'autres, son premier album Adrienne Pauly sort le 16 octobre 2006 chez Remark/Warner. Nommée aux Victoires de la musique dans les catégories « Album révélation de l'année » et « Artiste révélation de l'année ». Après une tournée et plusieurs collaborations (The Stranglers, Juliette Gréco, Bernard Lavilliers, Adamo ), Adrienne reprend son parcours d'actrice avec notamment Claude Chabrol (Bellamy) et un premier rôle en 2010 dans un téléfilm de Rodolphe Tissot, La Tueuse. En 2011, elle tourne dans le téléfilm Mystère au Moulin-Rouge plusieurs fois rediffusé et dans lequel elle interprète un morceau d'Offenbach : On va courir, on va sortir, extrait de La Vie parisienne.
En 2016, elle croise la route de Gaby Concato et Norman Langolff avec qui elle enregistre un deuxième album, À vos amours sorti en janvier 2018. 
Son troisième album Et comment tu trouves que j'me trouve sort en juin 2024.

## Filmographie

### Cinéma
- 1997 : Mauvais Genre de Laurent Bénégui
- 1997 : Il y a des journées qui mériteraient qu'on leur casse la gueule d'Alain Beigel
- 1998 : Terminale de Francis Girod
- 1999 : Mille bornes d'Alain Beigel
- 1999 : Au cœur du mensonge de Claude Chabrol
- 2002 : La Bête de miséricorde de Jean-Pierre Mocky
- 2009 : Bellamy de Claude Chabrol

### Télévision
- 1996 : Julie Lescaut, épisode 1 saison 6, Le secret des origines de Josée Dayan : Vanessa
- 1998 : Le Comte de Monte-Cristo de Josée Dayan (une apparition)
- 1999 : La Caracole de  Marco Pauly
- 1999 : Le Temps d'un éclair de Marco Pauly
- 2001 : Rastignac ou les Ambitieux d'Alain Tasma
- 2001 : Le Prix de la vérité de Joël Santoni
- 2010 : La Tueuse de Rodolphe Tissot
- 2011 : Mystère au Moulin-Rouge de Stéphane Kappes : Lila

## Discographie

### Albums
- 2006 : Adrienne Pauly
- 2018 : À vos amours
- 2024 : Et comment tu trouves que j'me trouve ?!

### Singles
- J'veux un mec
- La Fille au Prisunic
- Pourquoi
- L'amour avec un con
- Chut (édition limitée)
- J'veux tout, j'veux rien
- L'Excusemoihiste

### Autres participations
- 2007 : reprise de L'Herbe tendre de Serge Gainsbourg
- 2007 : reprise de Y'a d'la joie de Charles Trenet pour la publicité télévisée de Badoit[3]
- 2008 : reprise de Même si tu revenais de Claude François dans l'album hommage Autrement dit
- 2008 : reprise en duo de En blue jeans et blouson de cuir de et avec Salvatore Adamo dans l'album Le Bal des gens bien
- 2008 : reprise en duo de La Javanaise de Serge Gainsbourg avec Bernard Lavilliers pour l'émission du 14 mars de Taratata sur France 2[4],[5]
- 2010 : reprise de Marcia Baïla des Rita Mitsouko avec Nouvelle Vague dans l'album Couleurs sur Paris
- 2021 : reprise de J'ai dix ans d'Alain Souchon dans l'album Toutes Parisiennes, hommage au 60 ans de la 4L

## Distinctions
- 2009 : Meilleur second rôle féminin (Prix du Jury) au Festival Jean-Carmet de Moulins pour le film Bellamy de Claude Chabrol
- 2010 : Prix d'interprétation au Festival des créations télévisuelles de Luchon pour le film La Tueuse de Rodolphe Tissot

## Participations
- 2018 : Elle interprète Adrienne la méduse dans le conte musical Le Grand Voyage d'Annabelle.
- 2018 : Elle chante ses nouveaux morceaux en ouverture du Festival du film de Cabourg.